# NGC 6417
NGC 6417 је спирална галаксија у сазвежђу Херкул која се налази на NGC листи објеката дубоког неба.
Деклинација објекта је + 23° 40' 18" а ректасцензија 17h 41m 47,8s. Привидна величина (магнитуда) објекта NGC 6417 износи 13,4 а фотографска магнитуда 14,2. NGC 6417 је још познат и под ознакама UGC 10945, MCG 4-42-1, CGCG 141-4, IRAS 17397+2341, PGC 60709.